# Evolution (album de Journey)
Pour les articles homonymes, voir Évolution.
Albums de Journey
Infinity
(1978) Departure
(1980)
Evolution est le cinquième album studio du groupe Journey sorti en 1979. Le batteur Aynsley Dunbar a quitté après le quatrième effort du groupe, son remplaçant est Steve Smith qui a joué auparavant avec Jean-Luc Ponty et Focus. Cet album de Journey fut leur plus grand succès jusqu'à maintenant, il a vendu 3 millions de copies et a atteint la 20e position du Billboard 200. Tout comme le précédent, ce disque fut produit par Roy Thomas Baker (mieux connu pour son travail avec Queen).

## Liste des titres
- 1 : Majestic (Instrumental) : Steve Perry, Neal Schon : 1:16
- 2 : Too late : Perry, Schon : 2:58
- 3 : Lovin', Touchin', Squeezin' (en) : Perry : 3:55
- 4 : City of Angels : Perry, Gregg Rolie, Schon : 3:12
- 5 : When You're Alone (It Ain't Easy) : Perry, Schon : 3:10
- 6 : Sweet and Simple : Perry : 4:13
- 7 : Lovin' You Is Easy : Perry, Schon, Greg Errico : 3:38
- 8 : Just the same way : Rolie, Schon, Ross Valory : 3:18
- 9 : Do you recall : Perry, Rollie : 3:13
- 10 : Daydream : Perry, Rolie, Schon, Valory : 4:42
- 11 : Lady Luck : Perry, Schon, Valory : 3:38

## Personnel
- Steve Perry : Chant
- Neal Schon : Guitare, chœurs
- Gregg Rolie : Claviers, duo de chant sur 8, chœurs
- Ross Valory : Basse, chœurs
- Steve Smith : Batterie, percussions, chœurs

- Musicien invité :
- Greg Werner : chœurs sur 3

## Production
- Roy Thomas Baker : Production, mixing
- Geoff Workman, George Tutko : Ingénieurs